# Сахне (Иран)
Сахне́ (перс. صحنه‎) — город на западе Ирана, в провинции Керманшах. Административный центр шахрестана  Сахне.
На 2006 год население составляло 34 133 человека; в национальном составе преобладают лаки (не путать с лакцами, народом в Дагестане), в конфессиональном — мусульмане-шииты.
| 1986   | 1991   | 1996   | 2006   | 2011   |
| ------ | ------ | ------ | ------ | ------ |
| 24 298 | 29 093 | 31 048 | 34 133 | 35 534 |

Альтернативные названия: Сехне, Сахна.

## География
Город находится на востоке Керманшаха, в горной местности западного Загроса, на высоте 1 423 метров над уровнем моря.
Сахне расположен на расстоянии приблизительно 50 километров к северо-востоку от Керманшаха, административного центра провинции и на расстоянии 350 километров к юго-западу от Тегерана, столицы страны.
Сахне — значимые региональный центр производства сельскохозяйственной продукции.